# Justice: What's the Right Thing to Do?
Justice: What's the right thing to do?, publicado no Brasil com o título Justiça: O que é fazer a coisa certa e em Portugal como Justiça - Fazemos o que Devemos?, é um livro de filosofia política publicado em 2009 por Michael J. Sandel.

## Contexto
A obra foi escrita para acompanhar o famoso curso Justice, ensinando por Sandel por mais de trinta anos na Universidade de Harvard, e que tem sido oferecido on-line e em várias versões resumidas para televisão. Ele é acompanhado de um livro de referências de leituras, intitulado Juste: A Reader.

## Conteúdo
Neste livro, Sandel apresenta uma série de teorias alternativas de justiça. O utilitarismo de Jeremy Bentham é descrito e criticado e, em seguida, são discutidos os refinamentos dessa teoria por John Stuart Mill. Os libertários, em particular Robert Nozick, e seus argumentos são igualmente apresentados e discutidos. Em seguida, Sandel discute Immanuel Kant e o seu imperativo categórico. A discussão prossegue para John Rawls e seu trabalho, e em seguida são discutidos Aristóteles e seu conceito de telos.
É neste ponto que Sandel começa a tornar clara a sua própria perspectiva. Ele argumenta que a justiça, em vez de ser autônoma (nas linhas de Kant e Rawls), tem um objetivo. Ele cita Alasdair MacIntyre e a sua caracterização do homem como seres "contadores de histórias" que vivem suas vidas com missões narrativas. Essa sua visão tem sido definida como uma forma de comunitarismo.

## Edições estrangeiras
| Idioma                | Tradutor                                        | Título                                                      | Publicação                                              | Ano  | Números de catalogação             |
| --------------------- | ----------------------------------------------- | ----------------------------------------------------------- | ------------------------------------------------------- | ---- | ---------------------------------- |
| Chinês (simplificado) | Zhu Huiling [朱慧玲]                            | 公正：该如何做是好?                                         | Beijing: Citic Press Group [中信出版社]                 | 2011 | ISBN 9789868271265, OCLC 712612963 |
| Chinês (tradicional)  | Le Wei-liang [樂為良]                           | 正義：一場思辨之旅                                          | Taipei: Ars Longa Press [雅言文化出版有限公司]          | 2011 | ISBN 9789868271265, OCLC 862888976 |
| Francês               | Patrick Savidan                                 | Justice                                                     | Paris: Albin Michel                                     | 2016 | ISBN 9782226314994                 |
| Alemão                | Helmut Reuter                                   | Gerechtigkeit: Wie wir das Richtige tun                     | Berlin: Ullstein                                        | 2013 | ISBN 9783550080098                 |
| Grego                 | Alexandros Kioupkiolis [Αλέξανδρος Κιουπκιολής] | Δικαιοσύνη — Τι είναι σωστό                                 | Athens: Polis (Πόλις)                                   | 2011 | ISBN 9789604353040                 |
| Húngaro               | Felcsuti Péter                                  | Mi igazságos ...és mi nem?                                  | Budapest: Corvina Kiadó                                 | 2012 | ISBN 9789631360486                 |
| Japonês               | Shinobu Onizawa [鬼澤忍]                        | これからの「正義」の話をしよう : いまを生き延びるための哲学 | Tokyo: Hayakawa Shobō [早川書房]                        | 2010 | ISBN 9784152091314, OCLC 703436661 |
| Coreano               | Yi Chang-shin [이창신]                          | 정의란 무엇인가?                                            | Paju, Gyeonggi-do: Gimm-Young Publishers, Inc. [김영사] | 2010 | ISBN 9788934939603, OCLC 643112910 |
| Português             | Heloísa Matias, Maria Alice Máximo              | Justiça: O que é fazer a coisa certa                        | Rio de Janeiro: Civilização Brasileira                  | 2011 | ISBN 9788520010303                 |
| Russo                 | Aleksandr Kalinin [Александр Калинин]           | Справедливость. Как поступать правильно?                    | Moscow: Mann, Ivanov & Ferber [Манн, Иванов и Фербер]   | 2013 | ISBN 9785916578140                 |
| Turco                 | Mehmet Kocaoğlu                                 | Adalet Yapılması Gereken Doğru Şey Nedir?                   | Ankara: BigBang Yayınları                               | 2013 | ISBN 9786054665020                 |
| Vietnamita            | Hồ Đắc Phương                                   | Phải trái đúng sai                                          | Ho Chi Minh City: Tre Publishing House                  | 2011 | OCLC 793005602                     |